# Mount Thomas (Saint John)
Mount Thomas ist ein Berg der Insel Antigua, im Inselstaat Antigua und Barbuda.

## Geographie
Der Hügel erreicht eine Höhe von 131 m. Er liegt auf der Halbinsel Five Islands, nördlich des Five Islands Harbour, im Parish Saint John. Er gehört zu der ringförmigen Hügelkette, die den Hafen umgibt.